# Helpis minitabunda
Helpis minitabunda là một loài nhện trong họ Salticidae.
Loài này thuộc chi Helpis. Helpis minitabunda được Ludwig Carl Christian Koch miêu tả năm 1880.